# Sincey-lès-Rouvray
Sincey-lès-Rouvray é uma comuna francesa na região administrativa da Borgonha-Franco-Condado, no departamento de Côte-d'Or. Estende-se por uma área de 8,55 km². Em 2010 a comuna tinha 103 habitantes (densidade: 12 hab./km²).